# Lietuvos tautinis olimpinis komitetas

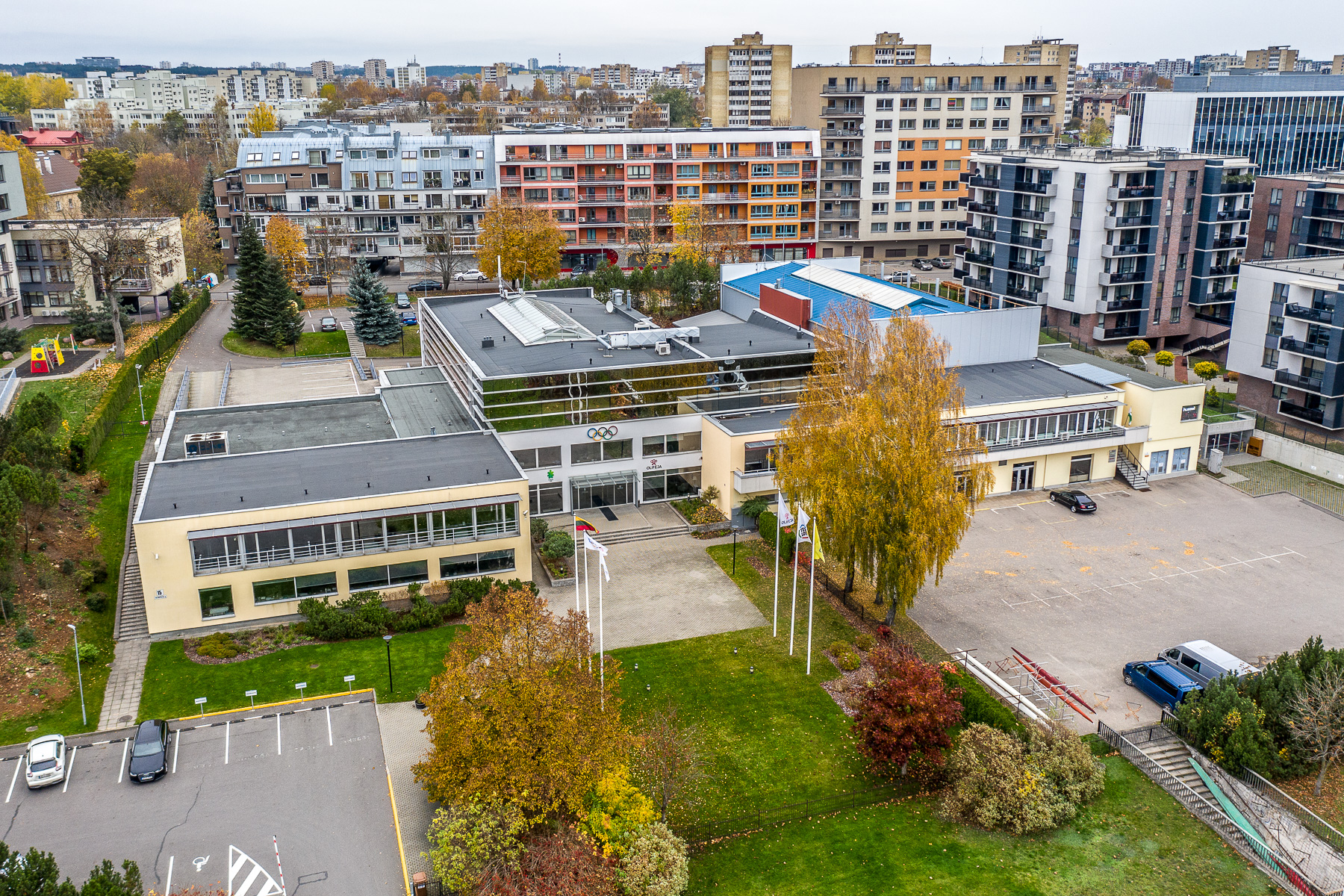
Geschäftsstelle

Lietuvos tautinis olimpinio komitetas (LTOK) ist eine Dachorganisation olympischer Sportarten und  des litauischen Sports. Die offizielle Bezeichnung bedeutet Nationales Olympisches Komitee Litauens. Es vertritt als NOK die litauischen Interessen im Internationalen Olympischen Komitee.

## Präsidenten
- 1988–2012: Artūras Poviliūnas
- seit 2012: Daina Gudzinevičiūtė (* 1965)